# Şeyda Kurt

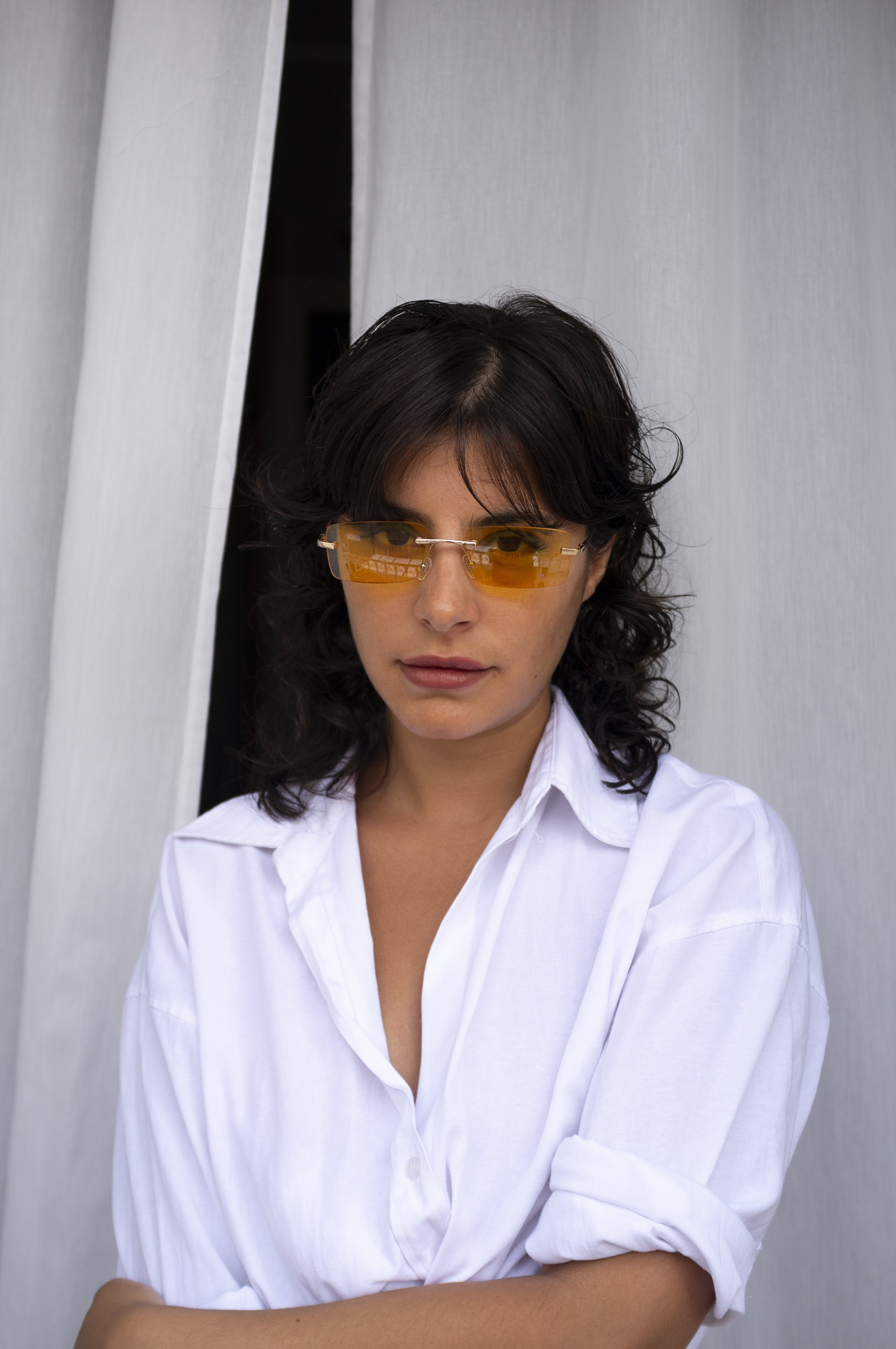
Şeyda Kurt (2022)

Şeyda Kurt (* 1992 in Köln) ist eine deutsche Journalistin und Autorin.

## Leben
Şeyda Kurt wuchs in Köln auf, wohin ihre Großeltern in den 1960er Jahren aus der Türkei gekommen waren. Ihre Familie ist kurdischer und türkischer Herkunft. Bereits als Schülerin engagierte sie sich politisch in migrantischen Selbstorganisationen wie z. B. in der DIDF-Jugend und andere politischen Verbänden. Von 2011 bis 2017 studierte sie an der Universität zu Köln und an der Université Bordeaux Montaigne Philosophie und Romanistik. Während ihres Studiums absolvierte sie unterschiedliche journalistische Praktika und arbeitete als freie Journalistin unter anderem für Die Tageszeitung und den Kölner Stadt-Anzeiger. Außerdem war sie für unterschiedliche Filmfestivals (u. a. Kurzfilmfestival Köln) und Kulturveranstaltungen tätig. Zwischen 2017 und 2020 absolvierte sie den Masterstudiengang Kulturjournalismus an der Universität der Künste Berlin, unter anderem beim Theaterkritiker Dirk Pilz und Bascha Mika. Zwischen 2018 und 2020 war sie Studienstipendiatin der Fazit-Stiftung.
Kurt verortet ihre publizistische Arbeit im Spannungsfeld von Marxismus und queerfeministischer Theorie und Praxis. Sie lebt in Köln und Berlin.

## Werk
Als Journalistin und Autorin arbeitet Kurt für unterschiedliche Medien. Von 2018 bis 2019 arbeitete sie in der Redaktion von Ze.tt und veröffentlichte in dieser Zeit zahlreiche Kommentare, Berichte und Reportagen. Für nachtkritik.de schrieb sie bis April 2021 die Kolumne Utopia (Eigenschreibweise: ❤️topia). Darin beschäftigte sie sich unter anderem mit marginalisierten Männlichkeits- und Weiblichkeitsbildern. Als Redakteurin arbeitete sie für den Spotify-Podcast 190220 – Ein Jahr nach Hanau über den rassistischen Terroranschlag in Hanau, der 2021 mit dem Grimme Online Award in der Kategorie Information ausgezeichnet wurde. Kurt moderierte bis 2022 den Spotify-Podcast Man lernt nie aus. Sie ist unter anderem Autorin für das Politische Feuilleton im Deutschlandfunk Kultur.
Im April 2021 erschien ihr autobiografisches Sachbuch Radikale Zärtlichkeit – Warum Liebe politisch ist, in dem sie ein Konzept der „radikalen Zärtlichkeit“ als Programm der Gerechtigkeit entwirft. Sie analysiert darin bürgerliche Liebesnormen aus einer queerfeministischen, dekolonialen, anti-rassistischen und anti-kapitalistischen Perspektive und thematisiert unter anderem ihre eigenen, gescheiterten Beziehungen. Das Buch stieg auf Platz vier der Spiegel-Bestsellerliste ein, hielt sich dort über 20 Wochen und wurde von zahlreichen Medien positiv besprochen.
Im März 2023 erschien Kurts Essay Hass – Von der Macht eines widerständigen Gefühls. Auch dieses Buch wurde ein Bestseller und bekam positive Kritiken. In der Süddeutschen Zeitung schrieb etwa Aurelie von Blazekovic, „Kurt dürfte nach ihrem zweiten Buch […] als eine der interessantesten jungen Autorinnen in diesem Land in Erinnerung bleiben.“
Sie hat Texte für die Neuinszenierung von Eine Volksfeindin am Nationaltheater Mannheim verfasst, das Stück und ihre Beiträge wurden von der Kritik lobend rezipiert. So schreibt Katharina Kovalkov-Walth: „Die radikale Sprache der scharfsinnigen Journalistin Şeyda Kurt kennt keine rhetorischen Tabus und wühlt sich tief ins Gewissen […].“
Kurt ist außerdem regelmäßig als Moderatorin im Einsatz und moderierte im Juli 2021 die Preisverleihung des Theaterpreises des Bundes 2021. Sie hält Vorträge und gibt Workshops zum journalistischen Schreiben. Sie ist regelmäßig als Fernseh- und Radiogast eingeladen.

## Auszeichnungen
- Grimme Online Award in der Kategorie Information für "190220 – Ein Jahr nach Hanau"[21]
- Platz 3 bei den besten Journalisten-Teams des Jahres 2021 im Medium Magazin (mit Viola Funk, Alena Jabarine und Sham Jaff) für die Arbeit an "190220 – Ein Jahr nach Hanau"[22]
- Die TH Nürnberg wurde bei der Aktion "Eine Uni – ein Buch" vom Stifterverband prämiert. Mit dem dazugehörigen Projekt "OHMYLOVE – Technologie trifft Zärtlichkeit" bot sie im Sommersemester 2022 und im Wintersemester 2022/2023 Veranstaltungen und Aktionen rund um das Werk „Radikale Zärtlichkeit – warum Liebe politisch ist“ an.[23]
- In der Ausgabe vom September 2021 wählte das Magazin Zeit Campus Kurt zu 30 jungen Helden, die für eine bessere Zukunft kämpfen
- In der Ausgabe vom Januar 2023 wählte das Kulturmagazin tipBerlin Kurt zu den 25 Köpfen, die 2023 Berlin aufmischen werden

## Veröffentlichungen
Bücher
- Radikale Zärtlichkeit – Warum Liebe politisch ist. HarperCollins Germany, Berlin 2021, ISBN 978-3-7499-0114-2.
  - als Hörbuch: Radikale Zärtlichkeit – Warum Liebe politisch ist (gelesen von Şeyda Kurt). HarperCollins Germany, 2021, ISBN 978-3-7499-0182-1.
- Hass. Von der Macht eines widerständigen Gefühls. HarperCollins Germany, Berlin 2023, ISBN 978-3-365-00158-5.
  - als Hörbuch: Hass. Von der Macht eines widerständigen Gefühls (gelesen von Şeyda Kurt). HarperCollins Germany, 2023, ISBN 978-3-365-00219-3.

als Herausgeberin
- mit Thomas Spies und Holger Pötzsch: Spiel*Kritik: Kritische Perspektiven auf Videospiele im Kapitalismus. transcript Verlag, Bielefeld 2024, ISBN 978-3-8376-6797-4 (Open Access).

Buchbeiträge (Auswahl)
- Texte in der Anthologie Daniela Dröscher, Paula Fürstenberg (Hrsg.): Soll und Habitus. Sukultur, 2021, ISBN 978-3-95566-139-7.
- Widerstand im Traumaland. Was migrantische Kämpfe in Ost und West voneinander lernen können. In: Franziska Richter (Hrsg.): TRAUMaLAND. Dietz Verlag, Bonn 2021, ISBN 978-3-8012-0621-5.
- Ein Zuhause im Glitch. Nachwort. In: Tice Cin: Ein Zuhause schaffen. Aki Verlag, 2022, ISBN 978-3-311-35008-8.
- Kultur ist kein Luxus. In: Ines Schwerdtner, Lukas Scholle (Hrsg.): GENUG! Warum wir einen politischen Kurswechsel brauchen. Brumaire Verlag, Berlin 2023, ISBN 978-3-948608-27-9.
- In welchem System relevant? In: Svenja Reiner, Simon Sievers, Henning Mohr (Hrsg.): Systemkritik! Essays für eine Kulturpolitik der Transformation. transcript Verlag, Bielefeld 2023, ISBN 978-3-8376-6655-7, S. 93–96.
- Protest. In: Tanja Raich (Hrsg.): Frei sein. Kein & Aber Verlag, Zürich 2024, ISBN 978-3-0369-5028-0.
- Instagram. In: Wolfgang M. Schmitt,  Ann-Kristin Tlusty (Hrsg.): Selbst Schuld! Carl Hanser Verlag, München 2024, ISBN 978-3-446-28130-1, S. 154–175.